# Єнімахалле (станція метро, лінія М7)
41°05′02″ пн. ш. 28°53′32″ сх. д. / 41.083806° пн. ш. 28.892139° сх. д.
Єнімахалле (тур. Yenimahalle) — метростанція на лінії М7 Стамбульського метро.
Станцію було відкрито 28 жовтня 2020

Розташування: в мікрорайоні Карайолларі Газіосманпаша, на вулиці Галерея. Станція має 3 входи, при цьому вхід здійснюється за допомогою ескалаторів на входах 1 та 2, та лише на ліфті на вході 3. Крім того, на станції є підземний паркінг на 114 автівок.
Конструкція: колонна трипрогінна станція мілкого закладення типу горизонтальний ліфт з однією острівною прямою платформою.
Пересадки
- Автобуси: 36CE, 36ES, 38, 38E, 38G, 38KT, 38M, HT5
- Маршрутки: Газіосманпаша-Есентепе, Джебеджі Махаллесі-Топкапи

| Попередня станція                       | Лінія | Лінія                           | Лінія | Наступна станція                 |
| --------------------------------------- | ----- | ------------------------------- | ----- | -------------------------------- |
| Кязим Карабекір до Шишлі — Меджидієкьой |       | M7 (Стамбульський метрополітен) |       | Караденіз-махаллесі до Махмутбей |